# 百褶裙

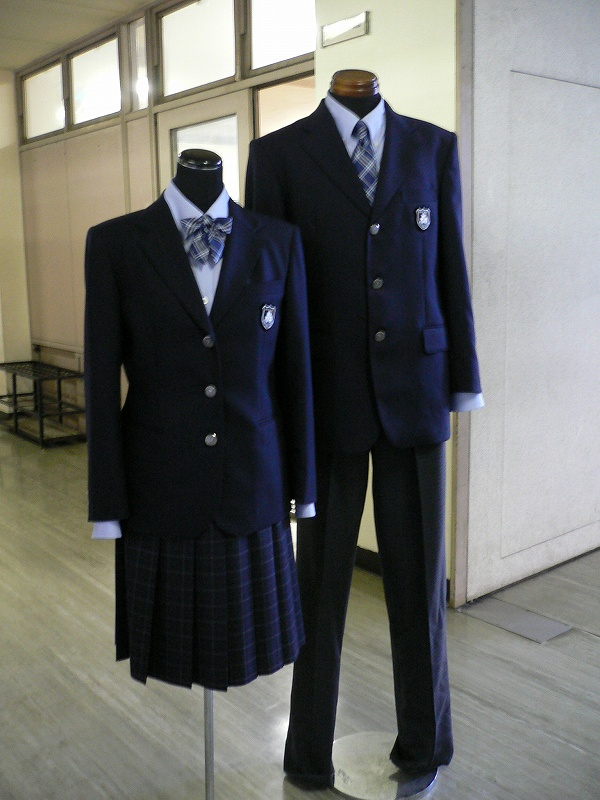
日本高中校服中的百褶裙（左）

百褶裙是指裙体打了很多垂直方向褶的裙子，是斜裙的一种。為女性學生制服的常見裙子款式之一。 

## 历史上的百褶裙(中國部分)
在古中國第一次出現於漢朝，西漢成帝時，趙飛燕與皇帝一同出遊，在湖邊忽然起了一陣大風，使得趙飛燕差點跌落池子，幸好皇帝即時拉住趙飛燕的裙子，卻意外地抓出許多皺摺，皇帝一看發現有皺摺的裙子比起原本平坦的裙子，美上許多，自此便要求女性的裙子開始打摺。
然而古中國的百摺裙與現代百褶裙不同。
- 是彝族、苗族女性传统服装的一部分，为棉布或丝绸制作。
- 中国中原地带最晚在明朝开始有了百褶裙之称。在咸丰、同治时天津一带流行裙褶处能伸缩，展开状如鱼鳞的「鱼鳞百褶裙」。

|                                | 凤尾如何久不闻？皮绵单袷费纷纭。而今无论何时节，都着鱼鳞百褶裙。 |
| ——清朝李静山《增补都门杂咏》诗 |                                                                  |

## 啦啦隊服使用

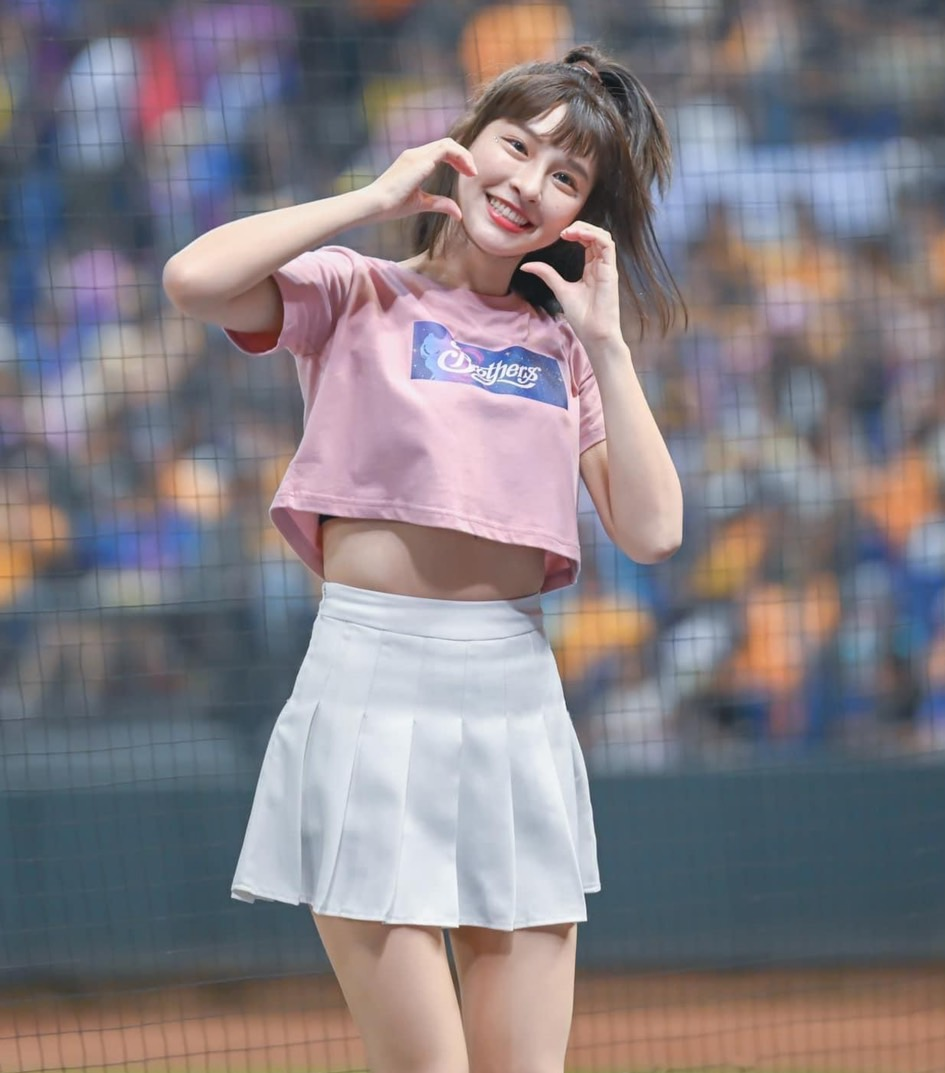
棒球啦啦隊（吳函峮）。 雖然近年來主要製服正在向熱褲服款式轉變，但百褶裙制服仍然非常普遍。

百褶裙也常用於啦啦隊制服。 在棒球啦啦隊中，2010 年代中期推出了類似網球的百褶裙來取代超短裙，以減少原本追求的“性感”形象。
自 2020 年代起，高腰皮帶熱褲逐漸成為制服的主要選擇，取代了裙子型製服。 特別是，自2021年以來，幾乎所有的中華職棒啦啦隊都主要以熱褲的概念來進行宣傳形像或代表任務，如國外巡演、國際比賽、開幕式等 ，而百褶裙則被描繪成次要作用的服裝。
這表明，棒球啦啦隊制服的典型將變成短褲型製服，就像韓國啦啦隊一樣，而百褶裙則是次要選擇。
然而，在舞台或校隊表演中，百褶裙基本上是唯一的選擇。 與球場啦啦隊的情況不同，短袖上衣緊身短褲型棒球運動員制服是一個顯而易見的選擇，無袖上衣加百褶裙服則被視為舞台啦啦隊不可或缺的制服。